# Российский государственный архив кинофотодокументов
Российский государственный архив кинофотодокументов (РГАКФД, Красногорский архив) — архив документальной кинохроники и фотографий, расположенный в Красногорске. Содержит более миллиона фотографий и 250 тысяч киноплёнок.

## История
Российский государственный архив кинофотодокументов был образован в 1926 году, в 1928 году фотокиноархив перемещается в специальное здание на территории бывшего Лефортовского дворца в Москве. В 1934 году, после объединения Центрального фотокиноархива и Центрального архива звуковых записей, архив стал называться Центральным фотофонокиноархивом (ЦФФКА).
В 1953 году Центральный фотофонокиноархив переезжает в город Красногорск. С 1967 по 1992 годы кинофотоархив носил название Центрального государственного архива кинофотодокументов СССР (ЦГАКФД СССР), а в 1992 году архив стал называться Российским государственным архивом кинофотодокументов (РГАКФД). С 2022 года начался процесс реорганизации РГАКФД в форме присоединения к нему Российского государственного архива фонодокументов (РГАФД).

## Руководство
С октября 2023 года РГАКФД возглавляет Пестов Николай Игоревич.

## Состав и содержание фонда
По состоянию на начало 2019 года в фонде архива имеется:
кинодокументов — 253 424 единиц хранения, 45 914 наименование фильмов; из них снятых до 1917 года — 2491 единица хранения;
фотодокументов — 1 183 562 единиц хранения, в том числе 179 169 снимка в альбомах и 209 171 единиц хранения фонда пользования;
видеофонограмм — 22 955 единиц хранения, в том числе 10 501 единиц хранения фонда пользования.